# Peter Radegast
Peter Radegast (* 6. August 1970 in Dortmund) ist ein deutscher Basketballfunktionär, -trainer und früherer -spieler.

## Laufbahn
Radegast stieß im Alter von 15 Jahren zur Nachwuchsabteilung des SVD 49 Dortmund, nachdem er zuvor in der Jugend der SG Wellinghofen/Hörde gespielt hatte. 1989 und 1990 war er Mitglied der Bundeswehr-Nationalmannschaft und spielte mit der Auswahl bei der Militärweltmeisterschaft in Frankreich. 1992 gehörte er zum Kader der deutschen U22-Nationalmannschaft, die an der Europameisterschaft teilnahm. Er spielte als 1,98 Meter großer Flügelspieler für Dortmund (Saison 1992/93) sowie für den TuS Herten (beziehungsweise die Ruhr Devils) (1995 bis 1998) in der Basketball-Bundesliga. In der Saison 1998/99 stand er beim finnischen Erstligisten Luhta Lahti unter Vertrag, mit dem er auch am europäischen Vereinswettbewerb Korac-Cup teilnahm.
Anschließend kehrte er nach Dortmund zurück und stieg 2000 mit dem Verein in die zweite Bundesliga auf. Bis auf einen weiteren Abstecher nach Herten lief Radegast bis zu seinem Karriereende als Spieler für Dortmund auf, ab 2003 bis 2006 als Spielertrainer. Er führte die Mannschaft in den Spielzeiten 2003/04 sowie 2004/05 zum Gewinn des WBV-Pokals und in der Saison 2005/06 zum Aufstieg in die zweite Bundesliga. Bis 2010 hatte er das Traineramt beim SVD inne. Im Spieljahr 2010/11 trainierte er die Mannschaft des FC Schalke 04 in der Regionalliga. Im Vorfeld der Saison 2018/19 übernahm er den Trainerposten bei der Herrenmannschaft des SVD Dortmund, die wenige Monate zuvor den Aufstieg in die Regionalliga geschafft hatte. Zuvor saß Radegast bei der zweiten Dortmunder Mannschaft (Oberliga) auf der Trainerbank.
Zusätzlich zu seinen Spieler- und Trainertätigkeiten absolvierte er in Dortmund ein Studium der Raumplanung und trat 2002 in ein Beschäftigungsverhältnis mit dem Deutschen Basketball Bund (DBB) ein. Ab 2007 war Radegast als Geschäftsführer der DBB-Bundesakademie tätig, die unter anderem die Ausbildung von Basketball-Trainern leitet, und war beim DBB für das Lehr- und Trainerwesen im Ressort Bildung zuständig. Zum 1. Juli 2010 wurde er Sportdirektor des Deutschen Basketball Bundes und blieb bis 2015 im Amt. In seiner Funktion als DBB-Sportdirektor war er 2015 Teil eines Spitzensportausschusses, der vom Deutschen Basketball-Bund, der ersten und zweiten Bundesliga sowie den Landesverbänden gebildet wurde, um Ligen und Verbände zu beraten. Nach seinem Ausscheiden als Sportdirektor beim DBB wurde Radegast ab Oktober 2015 wieder Geschäftsführer der Bundesakademie. Das Amt hatte er bis 2024 inne.
Am 1. Mai 2024 wurde Radegast in einer zweiten Amtszeit Sportdirektor des DBB.